# Lee Jae-myung
Lee Jae-myung (em coreano: 이재명; Andong, Coreia do Sul, 8 de dezembro de 1963) é um político e advogado sul-coreano que é atualmente o presidente da Coreia do Sul. Anteriormente atuou como membro da Assembleia Nacional por Gyeyang B de 2022 até 2025. Também atuou como governador da província de Gyeonggi de 2018 a 2021 e como líder do Partido Democrático da Coreia de 2022 a 2025.
Nascido em uma família pobre de Andong, Lee tornou-se operário de uma fábrica após a escola primária e ficou incapacitado devido a lesões no local de trabalho. Lee obteve diplomas de equivalência do ensino fundamental e médio e estudou na Universidade de Chung-Ang, obtendo seu diploma de direito em 1986. Como advogado trabalhista e de direitos humanos, Lee se organizou com a Minbyun (uma organização de advogados) e defendeu a abertura de um novo hospital em Seongnam.
Lee entrou para a política em 2005 e disputou, sem sucesso, algumas eleições. Ele foi eleito prefeito de Seongnam em 2010 e reeleito em 2014. Ele concorreu pela primeira vez à presidência em 2017, perdendo a indicação democrata para Moon Jae-in. Lee renunciou ao cargo de prefeito em 2018 para concorrer com sucesso ao cargo de governador da província de Gyeonggi; ele renunciaria ao cargo de governador em 2021. Lee concorreu à presidência em 2022, ganhando a indicação do partido, mas perdendo por pouco para Yoon Suk-yeol, do Partido do Poder Popular, na eleição geral.
Em janeiro de 2024, Lee sobreviveu a uma tentativa de assassinato. Em novembro, ele foi condenado por violar a Lei Eleitoral de Funcionários Públicos ao negar falsamente sua conexão com Kim Moon-ki, um ex-executivo da Seongnam Development Corporation, durante sua campanha presidencial de 2022. Durante a crise da lei marcial sul-coreana de 2024, Lee ganhou atenção internacional por escalar a cerca do prédio da Assembleia Nacional e documentar o evento em uma transmissão ao vivo. Posteriormente, ele desempenhou um papel importante na liderança do impeachment contra Yoon. Após o término da presidência de Yoon pelo Tribunal Constitucional da Coreia, Lee montou uma terceira campanha para a presidência em 2025, ganhando a indicação do Partido Democrático e derrotando facilmente o indicado do PPP, Kim Moon-soo, nas eleições gerais.

## Começo de vida

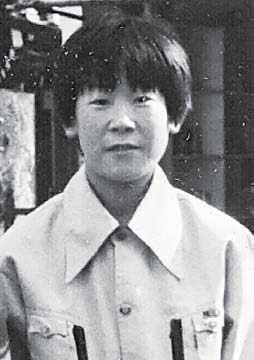
Lee em 1976

Lee nasceu em 8 de dezembro de 1963 em Andong, o quinto de sete filhos. A data oficial de nascimento de Lee está registrada como 22 de dezembro de 1964; no entanto, essa data foi escolhida arbitrariamente por seu pai devido a um atraso no registro do nascimento. Acredita-se que sua data de nascimento real esteja entre 22 e 23 de outubro no calendário lunar.
Lee cresceu na pobreza e, como resultado da falta de recursos de sua família, ele frequentemente abria mão de atividades sociais e contava com a generosidade dos professores da escola para participar de viagens de campo e movimentos comunitários. Ele citou a pesca ao longo do riacho com seus amigos como um de seus passatempos favoritos.
De acordo com seu boletim escolar da primeira série, ele era bastante teimoso, tinha notas normais e se dava bem com seus colegas. Quando Lee se formou no ensino fundamental, o sistema escolar público sul-coreano não oferecia educação gratuita para o ensino fundamental e médio. Seu pai gastou a maior parte do dinheiro da família em jogos de azar, e a família de Lee deixou Andong para encontrar trabalho.

### Trabalhador infantil em fábrica
A família de Lee mudou-se para Seongnam, uma cidade industrial planejada construída durante a administração de Park Chung-hee para concentrar a indústria fora de Seul. Seongnam era habitada principalmente por pessoas pobres, que muitas vezes eram coagidas a se mudar para lá pelo governo. 
Como outras crianças de famílias pobres, Lee trabalhou em uma fábrica de colares artesanais em vez de frequentar o ensino médio. Depois que a fábrica de colares faliu, ele se mudou para uma empresa chamada Dongma Rubber. Nessa época, Lee não tinha idade suficiente para trabalhar legalmente na Coreia do Sul, por isso trabalhou sob vários pseudônimos. Lee machucou o dedo na Dongma Rubber.
Após o acidente, Lee deixou a Dongma Rubber e trabalhou para a Daeyang Industry. Em um segundo acidente de trabalho, uma prensa industrial esmagou sua articulação do pulso. A lesão não foi tratada e causou uma deficiência em seu braço. Mais tarde, ele foi dispensado do serviço militar. Ele é uma pessoa portadora de deficiência registrada atualmente.
Enquanto trabalhava na Daeyang Industry, Lee viu um grupo de estudantes usando uniformes escolares e desenvolveu o desejo de frequentar a universidade. Ele se matriculou nas aulas para passar nos exames. Passou no exame de admissão do ensino médio e obteve o diploma do ensino médio em 1978. Em 1981, ele foi aprovado no exame de admissão à universidade e obteve o diploma do ensino médio.
A experiência pessoal de Lee com a pobreza esmagadora inspirou sua filosofia política de “Eokgang Buyak”, que tem como objetivo restringir os privilégios e os excessos dos poderosos e apoiar os segmentos mais pobres da sociedade.

### Advogado de direitos civis
Com base em suas pontuações no exame de admissão, Lee foi aceito na Faculdade de Direito da Universidade Chung-Ang com uma bolsa de estudos. Em 1986, ao se formar na faculdade, foi aprovado no exame da Ordem dos Advogados e entrou no Instituto de Pesquisa e Treinamento Judicial por dois anos para ingressar na Ordem. Lee se opôs ao regime autoritário de Chun Doo-hwan. Originalmente, Lee pretendia se tornar juiz ou promotor pelo prestígio e pelo salário, mas foi inspirado por uma palestra de Roh Moo-hyun a se tornar um advogado trabalhista e de direitos humanos, como Roh e Moon Jae-in. Ele estabeleceu seu escritório em Seongnam.
Depois de abrir seu próprio escritório de advocacia, Lee se organizou em prol dos direitos trabalhistas e humanos com a organização de advogados Minbyun, trabalhando com os chefes dos centros de aconselhamento trabalhista em Incheon e Gwangju. Em 1995, ele iniciou um movimento cívico como membro fundador da “Seongnam Citizens' Association”. Ganhou fama como advogado e ativista social em torno do “caso da venda preferencial do Park View”, em que uma investigação sugeriu corrupção na concessão de licenças de construção e vendas preferenciais de propriedades em Bundang para funcionários do governo.
Por volta de 2002, dois hospitais gerais em Seongnam fecharam. Lee iniciou um movimento para construir um novo hospital municipal. O conselho da cidade, que na época era controlado pelo Grande Partido Nacional, rejeitou a portaria de iniciativa dos residentes em apenas 47 segundos. O grupo de Lee protestou contra o conselho, e Lee foi procurado por obstruir os deveres oficiais de um funcionário público. Depois disso, ele percebeu que não conseguiria mudar a sociedade por meio de movimentos sociais e decidiu entrar para a política.
Em 23 de agosto de 2005, Lee filiou-se ao então governante Partido Uri, um antecessor do Partido Democrático da Coreia, e declarou sua candidatura a prefeito de Seongnam. Ele concorreu como candidato nas eleições locais de 2006, mas foi derrotado por 23,75% dos votos devido à baixa opinião pública sobre o Partido Uri e a administração Roh na época.
Na eleição presidencial de 2007, Lee Jae-Myung atuou como vice-chefe sênior do gabinete do candidato presidencial Chung Dong-young, do Grande Partido Novo Democrático Unificado. Na eleição geral de 2008, ele se candidatou a uma indicação no distrito eleitoral de Seongnam Jungwon A, mas foi derrotado por Cho Sung-jun na eleição primária e foi indicado no distrito eleitoral de Seongnam Bundang A. No entanto, Lee sofreu outra derrota com 33% dos votos em circunstâncias difíceis, pois o distrito eleitoral era um reduto tradicional de um partido adversário que acabara de vencer a eleição presidencial sob o comando de Lee Myung-bak.
Após a eleição de 2008, Lee atuou como porta-voz adjunto do Partido Democrata, a pedido do líder do Partido Democrata, Chung Sye-kyun.

### Prefeito de Seongnam (2010–2018)
Ele concorreu à prefeitura de Seongnam nas eleições locais sul-coreanas de 2010, pelo Partido Democrata, e venceu com 51,16% dos votos contra Hwang Jun-gi.
Em seu discurso de posse como 19º prefeito de Seongnam, ele declarou: “Não será fácil dar um novo passo em Seongnam. Se for difícil, vamos dar um tempo. Vamos cuidar dos ombros uns dos outros e sorrir, passo a passo. Nós podemos fazer isso. Vamos enfatizar Seongnam, onde os cidadãos são os líderes, os cidadãos são felizes, e nossa Seongnam, onde as oportunidades são iguais.” Ele começou mudando o gabinete do prefeito para um espaço mais estreito depois de permitir que o antigo gabinete do prefeito, que causou polêmica por causa de seu luxo, se tornasse um café com livros.
Ele também declarou uma moratória nos gastos e no pagamento de dívidas em sua primeira coletiva de imprensa, devido ao fato de a cidade ter uma grande dívida (embora a dívida nunca tenha sido ativamente cobrada). A primeira delas foi a dívida de 520 bilhões de won com o Ministério de Terras, Infraestrutura e Transporte referente à construção do projeto Pangyo; depois disso, ele tentou renegociar a dívida e pagou-a com uma grande quantidade de títulos municipais. Ele também atraiu a atenção devido ao seu uso ativo das mídias sociais, como Twitter e Facebook, muitas vezes expressando suas opiniões sobre questões nacionais sem rodeios nos dois serviços. Uma façanha em particular envolvendo a instalação de CCTV no gabinete do prefeito ganhou fama, com ele afirmando que “muitas pessoas estavam trazendo envelopes de dinheiro”.
Ele também reestruturou e se concentrou na política de bem-estar da cidade. Um foco especial foi o financiamento do Centro Médico de Seongnam, que ele começou a fortalecer. Ele também promoveu uniformes escolares gratuitos para os alunos. Junto com isso, ele estabeleceu um sistema de “dividendos para jovens”, atuando como uma forma de Renda Básica Universal para os jovens cidadãos.
Ele foi reeleito nas eleições locais sul-coreanas de 2014, obtendo 55,1% dos votos.
Lee é conhecido por sua decisão de proibir a carne de cachorro e de fechar as instalações de abate de cães no Moran Market. As instalações de abate de cães foram, por muito tempo, objeto de um debate acalorado sobre sua moralidade, os direitos dos animais e seu impacto ambiental. Em 2016, Lee, um defensor dos direitos dos animais, assinou um acordo com os proprietários de lojas que proibia a exibição e o abate de cães vivos no mercado. A cidade ajudou os proprietários de lojas a fazer a transição para outros negócios, mas não ofereceu nenhuma compensação direta pelo fechamento.
Ele criticou duramente a resposta de Park Geun-hye ao naufrágio do MV Sewol. Ele também realizou um jejum de 11 dias em resposta aos planos de Park de reorganizar as responsabilidades fiscais do governo local, o que teria prejudicado gravemente os grupos budistas de todo o país, inclusive os de Seongnam. Quando ele terminou seu mandato como prefeito da cidade, uma pesquisa mostrou que ele havia implementado 270 das 287 promessas totais, incluindo a construção e expansão do Centro Médico de Seongnam, uma política de dividendos para jovens e o programa de uniformes estudantis gratuitos. No total, ele teve uma taxa de cumprimento de promessas de 94,1%.
Várias das políticas introduzidas por Lee, como o dividendo dos jovens, viriam a se tornar sua principal estrutura na política nacional.

### Governador da província de Gyeonggi (2018-2021)

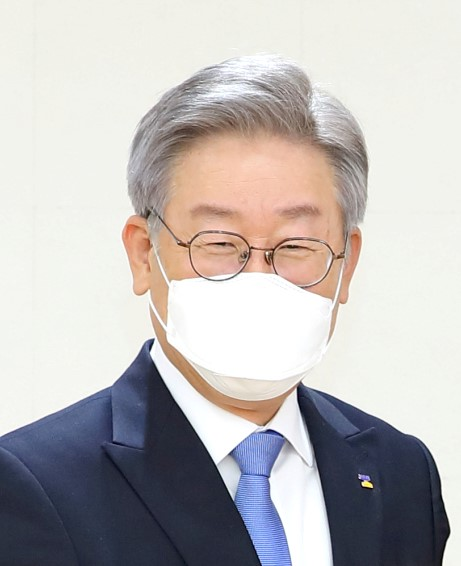
Lee em 2020

Após sua derrota na indicação presidencial, Lee concorreu ao cargo de governador da província de Gyeonggi, que abrange grande parte da área da capital de Seul e tem uma população de mais de 13 milhões de habitantes, nas eleições locais de 2018. Durante a eleição governamental de 2018, a atriz Kim Boo-sun relatou que teve um caso com Lee em 2007-2009. Ele venceu as primárias do Partido Democrata para o cargo de governador contra Jeon Hae-cheol, aliado próximo de Moon Jae-in, obtendo cerca de 60% dos votos e sendo escolhido para concorrer contra o governador em exercício Nam Kyung-pil. Apesar da expectativa geral de uma disputa acirrada, Lee venceria Nam por mais de 20%, conseguindo obter cerca de 56% dos votos. Ele foi o primeiro governador liberal de Gyeonggi desde Lim Chang-yeol, vinte anos antes.
Lee foi aclamado por sua resposta à pandemia de COVID-19 como governador.

### Membro da Assembleia Nacional
Após sua derrota apertada na eleição presidencial do mesmo ano, em 7 de maio de 2022, Lee declarou sua candidatura nas eleições parciais sul-coreanas de junho de 2022, concorrendo à vaga do Distrito B de Incheon Gyeyang na Assembleia Nacional. Lee conquistou a cadeira nas eleições de 1º de junho de 2022. Posteriormente, ele foi eleito líder do Partido Democrático da Coreia em 28 de agosto.

### Tentativa de assassinato
Em 2 de janeiro de 2024, Lee foi esfaqueado no lado esquerdo do pescoço enquanto realizava uma sessão de perguntas e respostas com repórteres após visitar o local de construção de um novo aeroporto planejado localizado em Gadeokdo, em Busan. Embora Lee tenha permanecido consciente, ele continuou sangrando e foi transferido para um hospital cerca de 20 minutos depois. O agressor, que estava usando uma coroa de papel com a inscrição “I'm Lee Jae-myung”, atacou Lee depois de pedir seu autógrafo. O agressor, que era do sexo masculino, foi preso no local e identificado como tendo o sobrenome “Kim” e teria nascido em 1957.

## Presidência (2025–presente)
Em 9 de abril de 2025, cinco dias após o impeachment do presidente Yoon Suk-yeol em 4 de abril, Lee renunciou ao cargo de líder do Partido Democrático. Ele anunciou sua terceira candidatura para a eleição presidencial em 10 de abril. Em 27 de abril, Lee venceu oficialmente as primárias presidenciais do Partido Democrata e tornou-se o candidato oficial do partido para presidente. Entre suas promessas de campanha estava a alteração da Constituição para permitir que os presidentes cumprissem dois mandatos de quatro anos e introduzissem a votação em segundo turno. Em 3 de junho de 2025, Lee venceu a eleição presidencial com 49,4% dos votos. Ele foi empossado apenas algumas horas após a eleição.

## Posições políticas
Lee tende a adotar uma plataforma política próxima à centro-esquerda no Partido Democrata da Coreia. Lee defende o liberalismo do New Deal em termos econômicos e respeita as políticas de Franklin D. Roosevelt. Em 10 de outubro de 2021, Lee declarou: "Mudaremos o gráfico do crescimento econômico para cima com uma forte política de recuperação econômica liderada pelo Estado. Aprenderei com Roosevelt, que superou a Grande Depressão com uma política de esquerda (좌파 정책)".
Lee anunciou sua visão abrangente de política econômica como "Crescimento Transformador e Justo". A visão de Lee sobre a economia coreana é que muitos problemas surgiram da desaceleração do crescimento econômico. O baixo crescimento leva a menos oportunidades para as gerações mais jovens, causando competição mais acirrada e agitação social. Isso é especialmente relevante para a Coreia, visto que as regras e instituições que foram projetadas para uma economia de recuperação de alto crescimento não funcionam mais bem para uma economia avançada.
Lee afirma que a desaceleração do crescimento econômico está relacionada à injustiça e à polarização em muitas áreas da economia: por exemplo, a lacuna entre grandes monopólios e pequenas e médias empresas, as diferenças entre plataformas e trabalhadores irregulares e as desigualdades no mercado imobiliário. Convenções injustas distorcem os incentivos econômicos das pessoas, incentivando atividades de busca de renda, causando grave ineficiência na alocação de recursos.
Outro aspecto que Lee considera vital para a economia coreana são as recentes tendências globais em progresso tecnológico, como a energia e a transformação digital, que podem causar crises ou gerar novas oportunidades dependendo das respostas políticas.
A estratégia de crescimento de Lee, "Crescimento Transformador e Justo", compreende um conjunto de políticas para tornar a economia mais justa e transformadora. Inovações e transformações podem ser aceleradas com base em incentivos adequados e instituições mais justas. Essa estratégia inclui políticas industriais para um "Green New Deal" e transformação digital, reformas educacionais para ajudar as pessoas a se adaptarem ao novo ambiente, equilíbrio de poder de mercado entre entidades econômicas, medidas para concorrência justa e justiça no mercado de trabalho e redes de segurança social para compartilhar riscos relacionados à transformação.
Sua postura política geral aproxima-se do liberalismo social e do progressismo moderado, mas também há algumas tendências economicamente liberais, como cortes de impostos imobiliários e desregulamentação parcial de empresas. Essa tendência ao liberalismo econômico se inclinou para a direita nos últimos anos e se intensificou antes e depois das eleições presidenciais sul-coreanas de 2022.
Ao contrário da maioria dos liberais sul-coreanos, Lee frequentemente fala favoravelmente do ex-ditador Park Chung Hee. Lee disse em 2 de novembro de 2021: "O presidente Park Chung Hee criou a Via Expressa de Gyeongbu para abrir caminho para a industrialização voltada para a manufatura", acrescentando: "O governo Lee Jae-Myung construirá uma 'rodovia energética' que abrirá um novo futuro enquanto acelera a era da descarbonização". O Dong-a Ilbo, um veículo de mídia conservador na Coreia do Sul, afirmou que as políticas estatais de Lee estão mais próximas do autoritarismo de Park Chung Hee do que do populismo de esquerda baseado na igualdade social.
Quando Lee avaliou favoravelmente o desempenho econômico de Chun Doo-hwan em 11 de dezembro de 2021, foi criticado pelo campo liberal da Coreia do Sul. Sim Sang-jung, do Partido da Justiça, disse sobre Lee: "Você parece ter se tornado um candidato presidencial pelo Partido do Poder Popular [conservador] enquanto tenta se diferenciar do governo de Moon Jae-in". O candidato presidencial do Partido do Poder Popular, Yoon Suk Yeol, disse sarcasticamente: "Você pode ser o candidato presidencial do nosso partido". Em um editorial para o The Hankyoreh, um jornalista liberal de centro-esquerda sul-coreano, que criticou a ditadura no passado, criticou fortemente Lee por esquecer seus "valores" (liberais) para conquistar os votos dos eleitores conservadores.

## Publicações
- Lee Jae-myung (2010).  고난을 통해 희망을 만들다 [Make hope through hardship] (em coreano). Seoul: Cheongdonggeoul. ISBN 978-89-5749-128-7
- ———————— (2014).  오직 민주주의, 꼬리를 잡아 몸통을 흔들다 [Only democracy, Grab the tail and shake the body] (em coreano). Paju: LeeBook. ISBN 978-89-97496-21-1
- ———————— (2017).  이재명, 대한민국 혁명하라 [Lee Jae-myung, Revolutionize Korea] (em coreano). Seoul: Medici Media. ISBN 979-11-5706-077-1
- ————————; Seo Hae-seong (2017).  이재명의 굽은 팔 [Lee Jae-myung's curved arm] (em coreano). Paju: Gimm-Young Publishers. ISBN 978-89-349-7719-3
- ———————— (2017).  이재명은 합니다 [Lee Jae-myung Do] (em coreano). Seoul: Wisdom House. ISBN 978-89-6086-325-5
- ————————; Cho Jung-mi (2018).  나의 소년공 다이어리 [My factory boy's diary] (em coreano) 1st ed. Bucheon: Fandom Books. ISBN 979-11-6169-058-2